# Дзьобак гімалайський
Дзьоба́к гімалайський (Dinopium shorii) — вид дятлоподібних птахів родини дятлових (Picidae). Мешкає в Південній Азії

## Опис

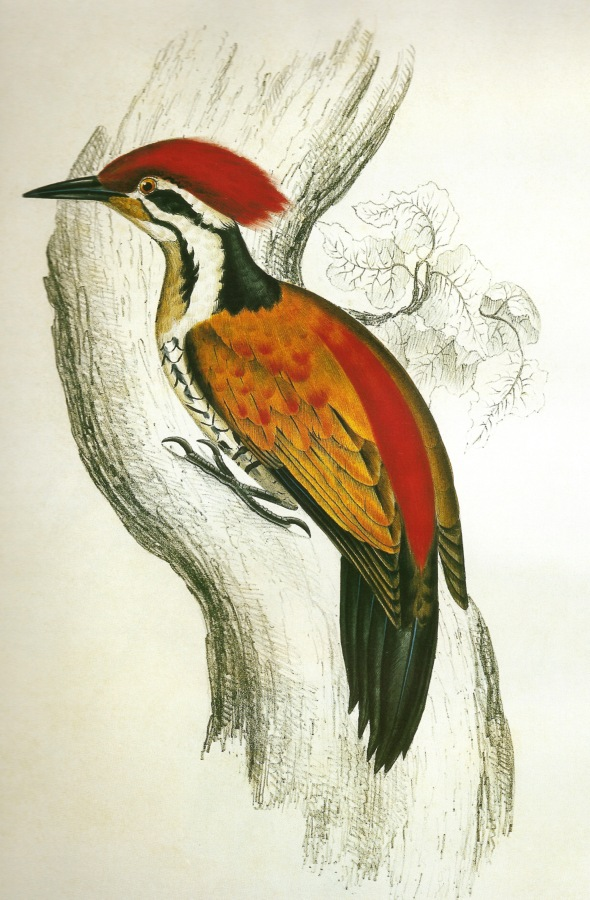
Самець гімалайського дзьобака

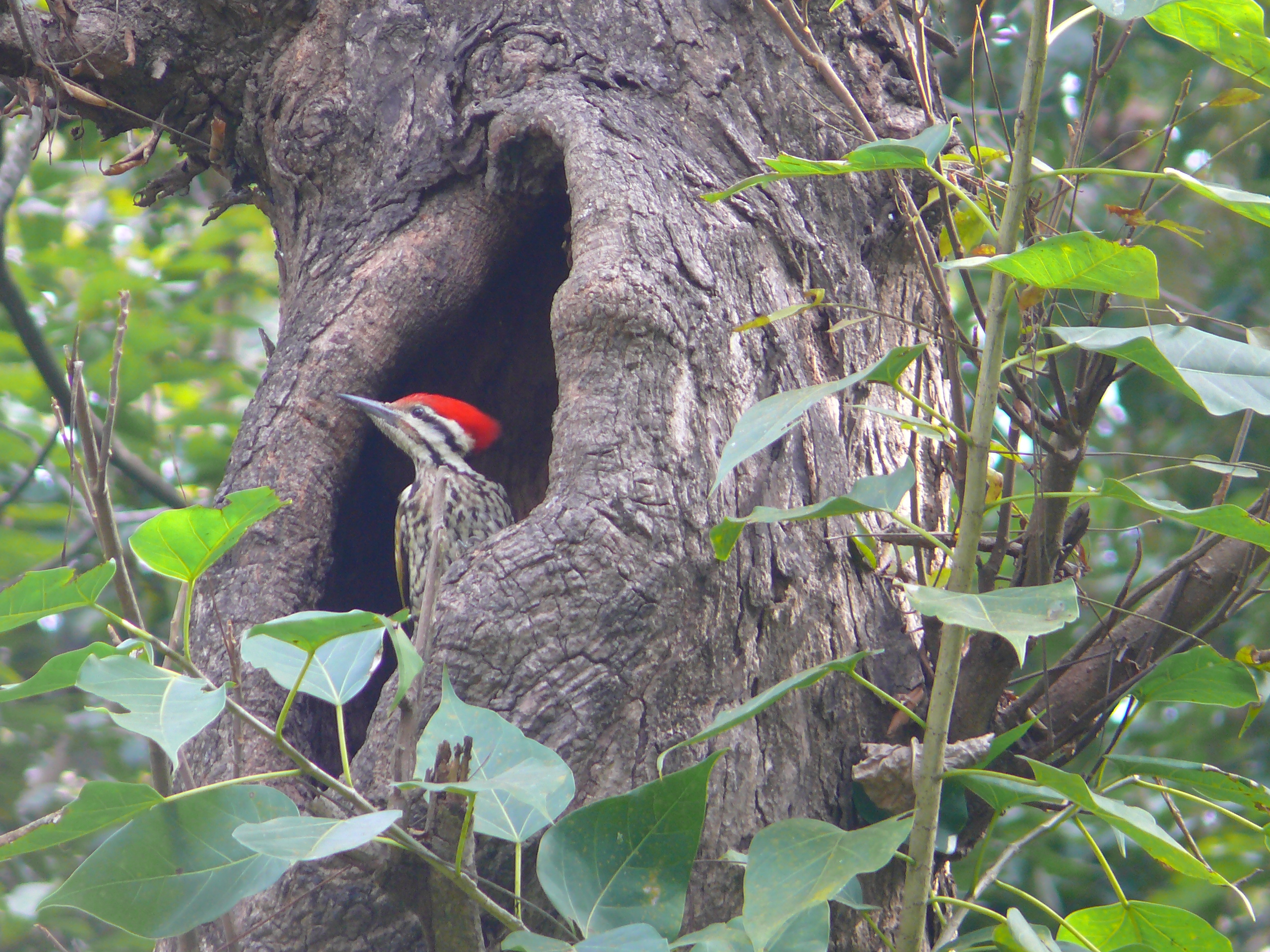
Самець гімалайського дзьобака

Довжина птаха становить 30-32 см, вага 101 г. У самців номінативного підвиду потилиця і верхня частина спини чорні, решта спини, плечі і покривні пера крил оливково-зелені, пера на них мають золотисто-жовті або червонуваті кінчики і краї. Нижня частина спини і надхвістя яскраво-червоні, верхні покривні пера хвоста чорнувато-оливково-коричневі. Махові пера чорнувато-коричневі, внутрішні опахала у них поцятковані білими плямками, другорядні махові пера мають жовтувато-оливкові зовнішні опахала.Стернові пера чорні. Підборіддя, горло і верхня частина грудей білуваті, посередині грудей іде охристо-коричнева смуга, окаймлена з боків чорними плямками. Решта нижньої частини тіла біла, пера на ній поцятковані чорнувато-оричневими смужками і мають чорні кінчики, що формують нечіткий лускоподібний візерунок. Нижня сторона крил коричнева, поцяткована білими плямками. Нижні покривні пера хвоста чорнувато-коричневі, крайні пера мають жовтувато-оливковий відтінок.
Лоб охристо-червонуватий, тім'я червоне, на ньому є характерний чуб. Від верхнього краю очей до шиї з боків ідуть широкі білі "брови", від заднього краю очей до потилиці ідуть широкі чорні смуги. Від основи дзьоба через щоки до шиї і грудей з боків ідуть білі смуги. Під дзьобом чорні "вуса", які ідуть до верхньої частини грудей, біля дзьоба вони червонуваті. Райдужки червоні, червонувато-карі або темно-карі. Дзьоб середньої довжини, вузький біля основи, загострений, чорнуватий, лапи зеленувато-сірі або коричнювато-сірі.
У самиць червоні плями в оперенні відсутні: лоб оливковий або охристий. тім'я і чуб чорнувато-коричневі або чорні, поцятковані білими смугами, "вуса" біля дзьоба білі з чорними краями. Представники підвиду D. s. anguste вирізняються короткими крилами, хвостом і дзьобом. Верхня частина тіла у них менш червона, ніж у представників номінативного підвиду, у самиць білі смужки на тімені більш тонкі, а на задній частині тімені вони майже відсутні.

## Підвиди
Виділяють два підвиди:
- D. s. shorii (Vigors, 1830) — Гімалаї (від Північно-Західної Індії до півночі Бангладеш), локально в Східних Гатах;
- D. s. anguste (Delacour, 1946) — гори М'янми і Північно-Східної Індії (Ассам).

## Поширення і екологія
Гімалайські дзьобаки мешкають в Індії, Непалі, Бутані, М'янмі і Бангладеш. Вони живуть у старих широколистяних і напіввічнозелених тропічних лісах, в яких переважають салові дерева, фікуси і бомбакси (Bombax). Зустрічаються в передгір'ях, на висоті до 1220 м над рівнем моря, переважно на висоті до 700 м над рівнем моря, в Непалі на висоті до 300 м над рівнем моря. Іноді приєднуються до змішаних зграй птахів разом з індокитайськими дзьобаками. Живляться комахами та іншими безхребетними. Сезон розмноження у гімалайських дзьобаків триває з березня по травень. Вони гніздяться в дуплах дерев. В кладці 2-3 яйця.